# Euphorbia mandravioky
Euphorbia mandravioky är en törelväxtart som beskrevs av Jacques Désiré Leandri. Euphorbia mandravioky ingår i släktet törlar, och familjen törelväxter. IUCN kategoriserar arten globalt som starkt hotad. Inga underarter finns listade i Catalogue of Life.